# Les Enquêtes de l'inspecteur Robillard
Les Enquêtes de l'inspecteur Robillard est une série d'enquêtes scénarisée par Pierre Bellemare et dessinée par Marc Moallic, parue dans Pilote entre 1959 et 1962, dans les numéros 1 à 118. L'intégrale est parue en album à couverture cartonnée en 2008 en 2 tomes.
Elles préfigurent Les Enquêtes de Ludo parues dans Pif Gadget.